# Poeoptera kenricki
El estornino de Kenrick (Poeoptera kenricki) es una especie de ave paseriforme de la familia Sturnidae endémica de las montañas de Kenia y Tanzania.